# Einiosaurus
Einiosaurus là một chi khủng long, được Sampson mô tả khoa học năm 1995.